# Tejay van Garderen
Tejay van Garderen (Tacoma, Washington, 12 de agosto de 1988) es un exciclista estadounidense que fue profesional entre los años 2008 y 2021.
Después de debutar como profesional en el Rabobank Continental, en 2010 fichó por el Team Columbia-HTC donde compitió durante 2 temporadas. Para 2012, tras la desaparición del equipo, pasó al BMC Racing Team.
En categorías inferiores, en la temporada 2004, logró la victoria en los campeonatos de los Estados Unidos de ciclocrós de ruta y de contrarreloj (categoría sub-17) y en 2005 obtuvo la victoria en el Trois Jours d'Axel (categoría sub-19).

## Palmarés
2008
- 1 etapa de la Flèche du Sud
- 1 etapa del Gran Premio Guillermo Tell
- 1 etapa del Tour del Porvenir

2009
- Tour de Haut Anjou
- Circuito Montañés
- 1 etapa del Tour de Olympia

2011
- 1 etapa del Tour de Utah

2012
- 2.º en el Campeonato de Estados Unidos Contrarreloj
- Clasificación de los jóvenes del Tour de Francia
- 1 etapa en el USA Pro Cycling Challenge

2013
- Tour de California, más 1 etapa
- USA Pro Cycling Challenge, más 1 etapa

2014
- 1 etapa de la Volta a Cataluña
- USA Pro Cycling Challenge, más 2 etapas

2015
- 1 etapa de la Volta a Cataluña

2016
- 1 etapa de la Vuelta a Andalucía
- 1 etapa de la Vuelta a Suiza

2017
- 1 etapa del Giro de Italia

2018
- 1 etapa del Tour de California
- 1 etapa del Tour de Utah

2021
- 3.º en el Campeonato de Estados Unidos Contrarreloj

## Resultados en Grandes Vueltas y Campeonatos del Mundo
Durante su carrera deportiva consiguió los siguientes puestos en las Grandes Vueltas y en los Campeonatos del Mundo en carretera:
| Carrera              | Carrera              | 2008 | 2009 | 2010 | 2011 | 2012 | 2013 | 2014 | 2015 | 2016 | 2017 | 2018 | 2019 | 2020  | 2021 |
| -------------------- | -------------------- | ---- | ---- | ---- | ---- | ---- | ---- | ---- | ---- | ---- | ---- | ---- | ---- | ----- | ---- |
|                      | Giro de Italia       | —    | —    | —    | —    | —    | —    | —    | —    | —    | 20.º | —    | —    | —     | 84.º |
|                      | Tour de Francia      | —    | —    | —    | 82.º | 5.º  | 45.º | 5.º  | Ab.  | 29.º | —    | 32.º | Ab.  | 91.º  | —    |
|                      | Vuelta a España      | —    | —    | 33.º | —    | —    | —    | —    | Ab.  | Ab.  | 10.º | —    | Ab.  | 113.º | —    |
| Mundial en Ruta      | Mundial en Ruta      | —    | —    | Ab.  | —    | Ab.  | Ab.  | Ab.  | —    | —    | Ab.  | —    | —    | —     | —    |
| Mundial Contrarreloj | Mundial Contrarreloj | —    | —    | 24.º | —    | 4.º  | —    | 37.º | —    | —    | 26.º | 27.º | —    | —     | —    |

—: no participa

Ab.: abandono

## Equipos
- Rabobank Continental (2008-2009)
- HTC (2010-2011)
  - Team HTC-Columbia (2010)
  - HTC-Highroad (2011)
- BMC Racing Team (2012-2018)
- EF Education First (2019-2021)[4]
  - EF Education First Pro Cycling Team (2019)
  - EF Pro Cycling (2020)
  - EF Education-NIPPO (2021)[4]